# Aussonne
Aussonne este o comună în departamentul Haute-Garonne din sudul Franței. În 2009 avea o populație de 6.178 de locuitori.

## Evoluția populației
| An        | 1975  | 1982  | 1990  | 1999  | 2006  | 2009  |
| --------- | ----- | ----- | ----- | ----- | ----- | ----- |
| Populație | 1.952 | 3.636 | 4.000 | 4.220 | 5.391 | 6.178 |

## Monumente

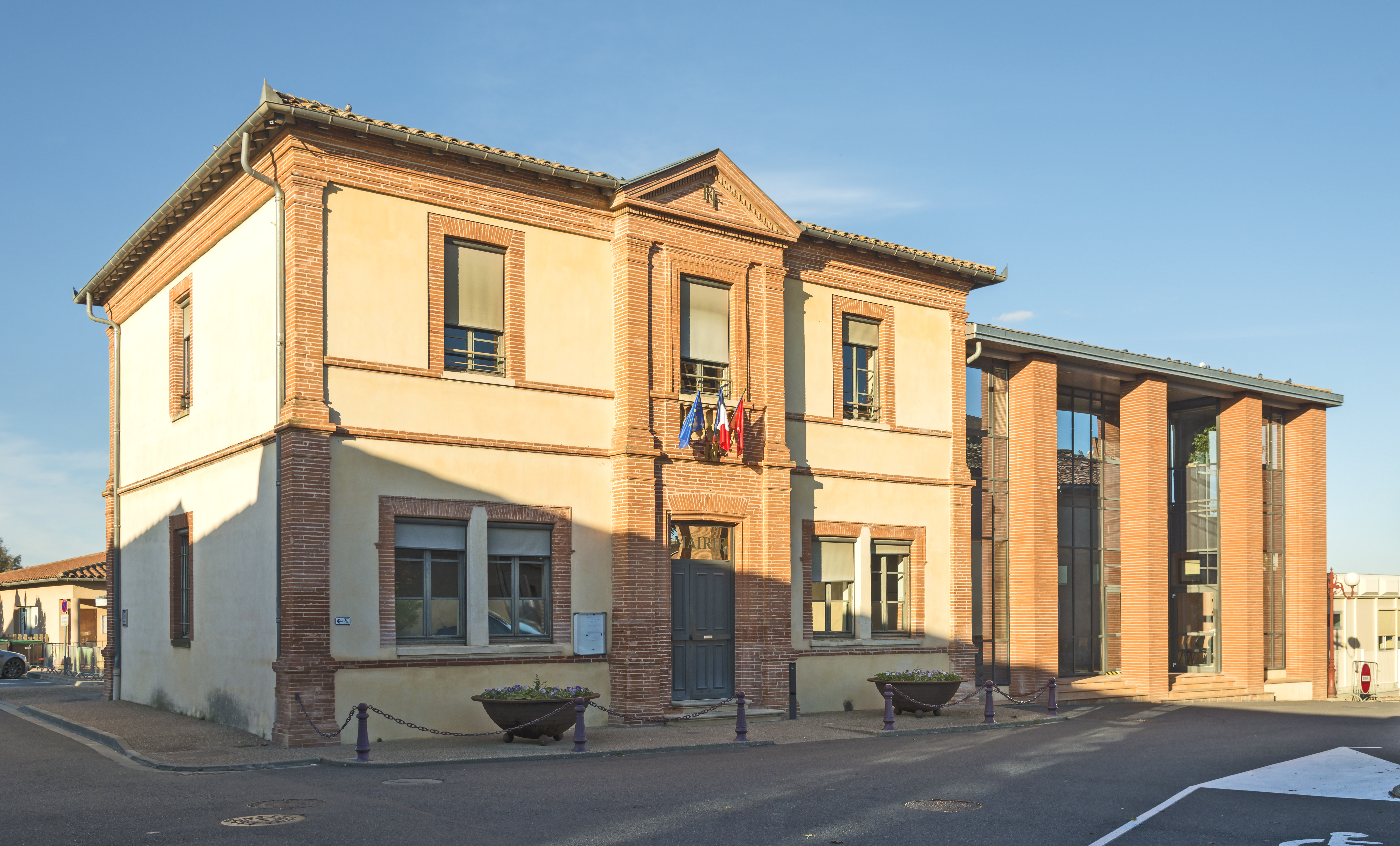
Primăria
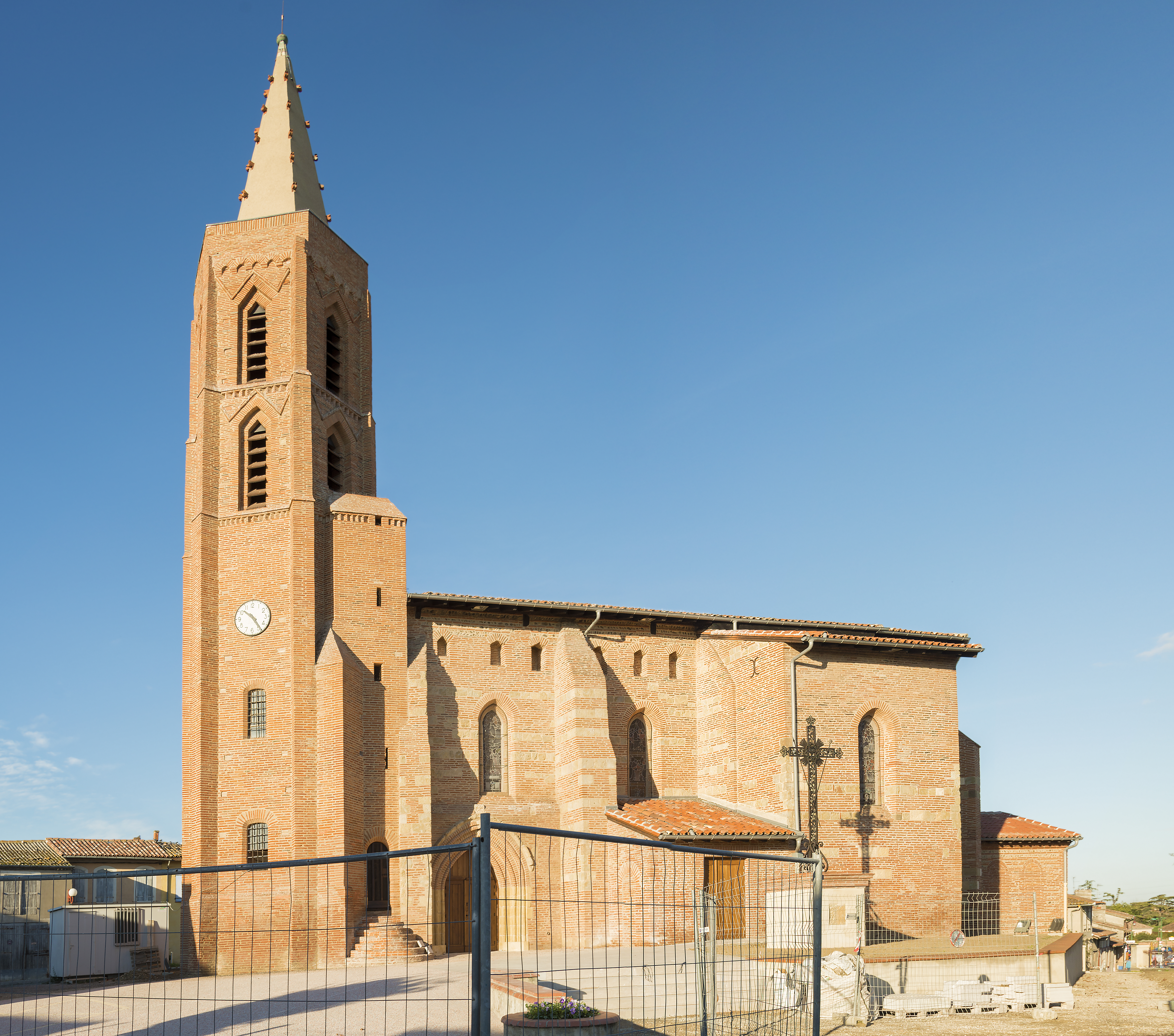
Biserică
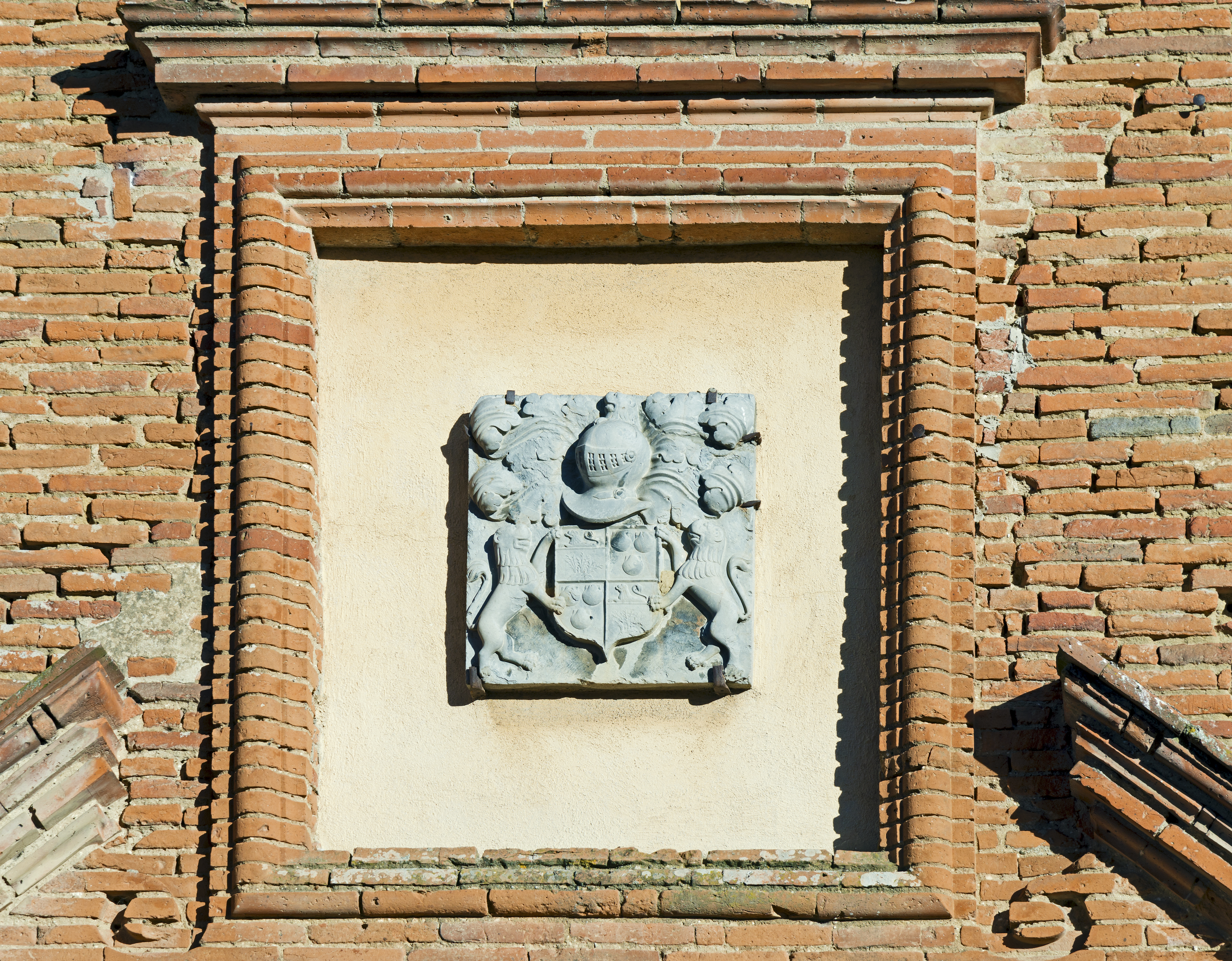